# Zeuchfeld
Zeuchfeld este o comună din landul Saxonia-Anhalt, Germania.